# Parque España de la Verónica
Parque España de la Verónica war ein Fußballstadion in Mexiko-Stadt, dessen Name sich sowohl von seinem Eigentümer (dem Real Club España) als auch seinem Standort (an der Calzada de la Verónica) ableitete.

## Vorgeschichte
In den Anfängen des mexikanischen Vereinsfußballs wurden die Meisterschaftsspiele auf dem Gelände des Reforma Athletic Club ausgetragen, das sich damals noch im Bosque de Chapultepec befand (heute befindet sich an jenem Ort die Heimat des Sport- und Gesellschaftsvereins Deportivo Chapultepec). Diese Spielstätte war ein reiner Fußballplatz, der weder über eine Tribüne noch irgendwelche Stufen verfügte, so dass das Publikum zu dieser Zeit noch rings um das Spielfeld versammelt war.
Im Jahr 1915 erwarb der Club España ein Gelände am exklusiven Paseo de la Reforma, das nur etwa einen Kilometer von der damaligen Heimat des Reforma AC entfernt lag. Dort richteten die Españistas einen Fußballplatz her, der schnell zum neuen Mittelpunkt des mexikanischen Fußballs wurde. Der Platz, auf dem 1917 die erste Fußballtribüne Mexikos errichtet wurde, war bekannt unter der Bezeichnung Parque España de la Reforma (nach seinem Eigentümer und dem Paseo de la Reforma, an dem sich das Spielfeld befand).

## Geschichte
Durch das ständig steigende Interesse am Fußball wurde der Vorstand des Club España schließlich animiert, in unmittelbarer Nachbarschaft ein geräumigeres Gelände zu erwerben und größere Tribünen zu errichten, die rund 8.000 Zuschauer aufnehmen konnten. Der neue Sportplatz befand sich an der Calzada de la Verónica (der heutigen Avenida Melchor Ocampo) und trug – in Anlehnung an seinen Eigentümer und seinen Standort – den Namen Parque España de la Verónica.
Das Stadion wurde am 2. Mai 1925 mit zwei Spielen feierlich eröffnet. Das Vorspiel fand zwischen den Veteranen von España A und España B statt. Das daran anschließende, offizielle Eröffnungsspiel bestritten die damals aktuellen Mannschaften von España und Necaxa mit den folgenden Aufstellungen:
España: Iracheta – Antonio Arechederra, Luciano Arechederra – Riera, Roberto Lecanda, Noriega – Chacón, Sisniega, Cacharro, Giralt, Saro.
Necaxa: Garfias – Raúl González, Carranza – Crowle, Jardón, Marure – Chon Pérez, García, Pepe Ruíz, Miguel Ruíz, „La Coneja“ Cuevas.
Bis zur Eröffnung des Parque Necaxa im September 1930 war der Parque España de la Verónica die wichtigste Fußballstätte von Mexiko-Stadt, dem auch in den 1930er Jahren noch eine große Bedeutung zukam. Neben einer Vielzahl von Meisterschaftsspielen wurden hier auch zwei Länderspiele der mexikanischen Nationalmannschaft ausgetragen. Das erste fand am 18. März 1934 vor 10.000 Zuschauern gegen Kuba statt und wurde mit 4:1 gewonnen. Gegner im zweiten Spiel am 25. September 1937 war die Mannschaft der USA, die mit 5:1 nach Hause geschickt wurde.